# Diario para mis padres
Diario para mis padres (en húngaro, Napló apámnak, anyámnak) es una película dramática húngara de 1990 dirigida por Márta Mészáros.

## Sinopsis
Esta historia sigue a una joven estudiante, que queda huérfana a medida que crece hasta la edad adulta a la sombra del levantamiento húngaro de 1956. Procedente de la intelectualidad comunista, ve a sus amigos y familiares reaccionar de manera diferente. Su amante, un gerente de fábrica casado, apoya a los patriotas y luego ayuda a sus compañeros de trabajo a organizar una huelga. Mientras tanto, su hermana y otras personas expresan enojo por haber sido expulsadas de sus hogares durante la revolución y continúan expresando su odio por los rebeldes después. Pero al final se dan cuenta de que para todas las personas, la vida real no es posible después de la revuelta y su brutal represión por parte de los soviéticos y sus colaboradores.
Una escena particularmente surrealista involucra una fiesta de Nochevieja en la que los participantes visten disfraces. Una mujer ebria grita maldiciones contra el gobierno por la ventana. En muy poco tiempo llega la policía y mira con desconfianza a los invitados, todos vestidos con disfraces ridículos.
- Datos: Q5271999